# Underclock
Underclock o downclock (literalmente ‘reloj por debajo’) es un anglicismo usado en informática, en contraposición a overclock. Mientras que el proceso de overclock consiste en aumentar la velocidad de reloj de la CPU o de la memoria para ganar rendimiento, el de underclock se basa justo en lo contrario: en reducirla.
Aunque esta práctica afecta negativamente al desempeño del componente, puede tener ciertos usos, por ejemplo: aplicar underclock al procesador permite jugar a juegos antiguos (por ejemplo, del emulador MAME) que, si se utilizaran con el hardware actual sin underclock, funcionarían a velocidades muy superiores a las normales, haciendo muy difícil la jugabilidad.
Esta técnica también ayuda a reducir la temperatura de los componentes y el consumo eléctrico del aparato, por lo que puede ser útil en computadores donde la refrigeración no es suficiente para mantener los componentes a una temperatura funcional aceptable, principalmente en equipos móviles que dependen de una batería.